# عندق بيروني
عندق بيروني (الاسم العلمي: Nemipterus peronii) (بالإنجليزية: Notchedfin threadfin bream)‏ هو نوع من الأسماك يتبع جنس العندق من فصيلة العندقات.